# Абаляев, Иван Михайлович
Иван Михайлович Абаляев (Оболяев, 1901—1941) — советский скульптор-самоучка, мастер резьбы по дереву.

## Биография
Иван Абаляев родился в 1901 году в деревне Нутромо Тверской губернии (ныне Кимрский район Тверской области). Работал в Кимрах, изготавливал деревянные колодки для сапожников-кустарей. Во время болезни стал вырезать из дерева фигурки животных и людей. Деревянные фигурки получились неплохими, и Абаляев принялся развивать свой талант. В 1920—1930-е годы он изготовил сотни деревянных скульптур и десятки многофигурных композиций. В конце 1930-х годов в Кимрах прошли две его персональные выставки. В 1938 году его работы выставлялись в Калинине.
После начале Великой Отечественной войны ушёл на фронт. Погиб в 1941 году.
В экспозиции краеведческого музея города Кимры, отображена неоднозначность даты смерти. Так в основной экспозиции годом смерти Ивана Михайловича указан 1944-й. Это связано с тем, что когда основная экспозиция создавалась в 1990-х годах, именно этот год был документально закреплён, как дата пропажи без вести. В более новой части экспозиции указан точный год смерти, который был подтверждён архивными документами в 2010-х.

## Творчество
Иван Абаляев специализировался на скульптуре малых форм. Ряд его произведений посвящён дореволюционному быту кимрских кустарей-сапожников. Среди работ Абаляева: «Рыбак», «Недосуге», «Возвращение с базара», «Праздник в семье кустаря», «Встреча с кулаком», «Стахановская бригада сапожников», «Поднятая целина», «Проводы в ученье», «Возвращенье с ученья», «Отказ в сырье», «Воровство кожевенного приклада у жены», «Встреча бедняка», «Семья стахановца» и другие.
Работы Ивана Абаляева хранятся в Тверской областной картинной галерее, Тверском государственном объединённом музее и в Кимрском краеведческом музее.
Искусствовед С. Н. Юренев в своей книге так отзывался о нём: «Затрудняюсь назвать Абаляева скульптором-самоучкой… Абаляева должно рассматривать как вполне сложившегося и неустанно прогрессирующего мастера, к которому мы можем предъявлять требования, как к любому художнику-профессионалу».

## Галерея работ

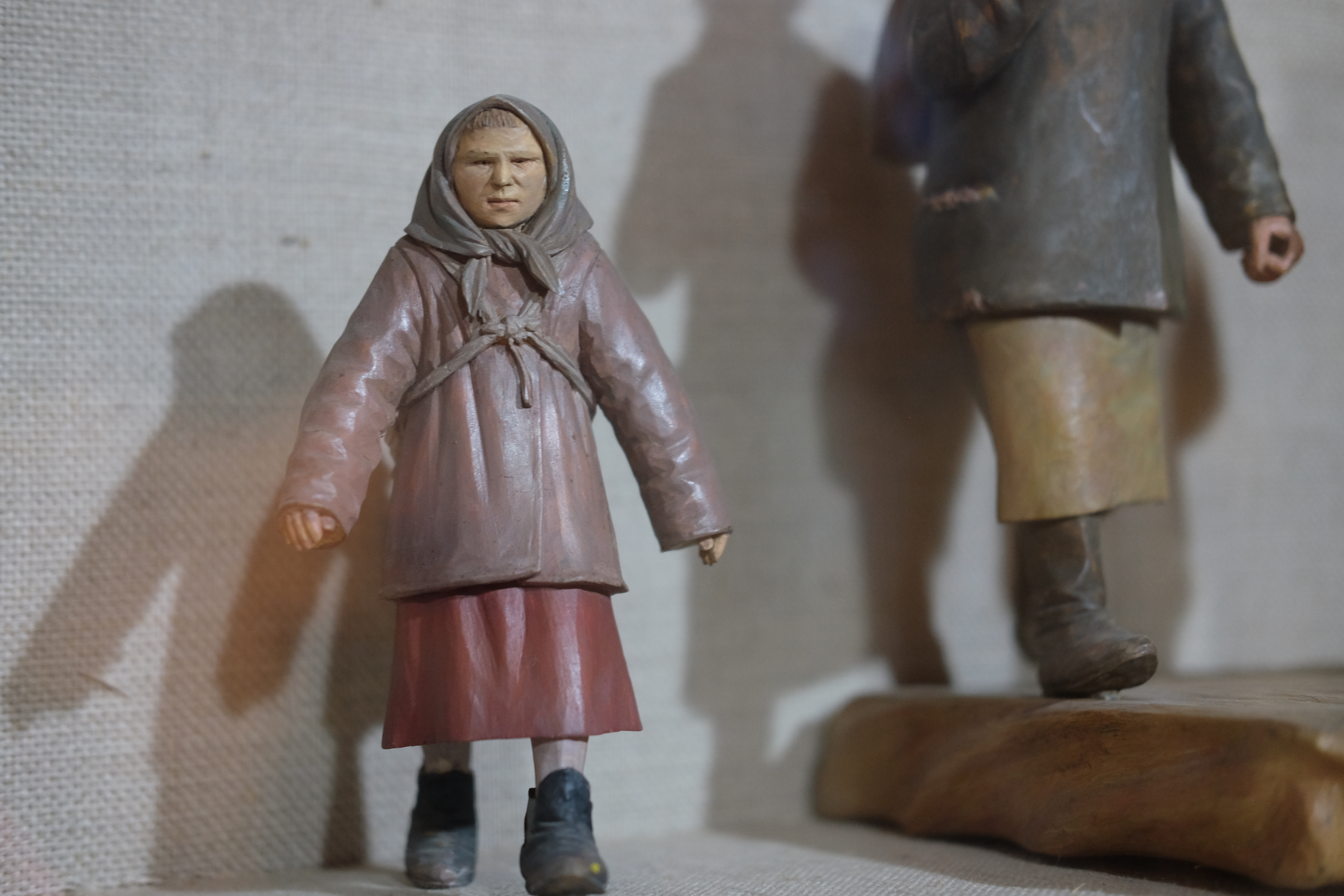
Из коллекции Краеведческого музея города Кимры
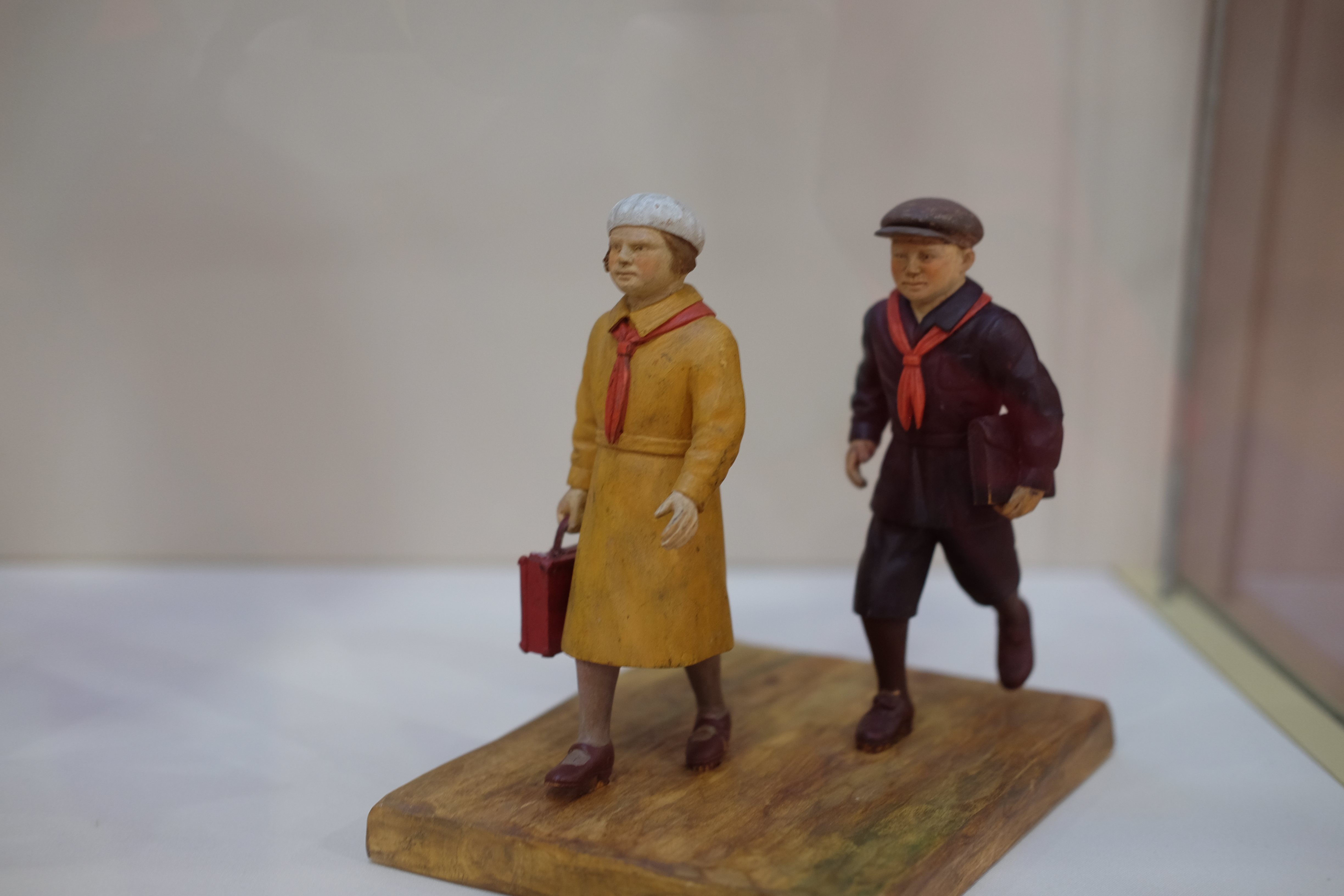
Из коллекции Краеведческого музея города Кимры
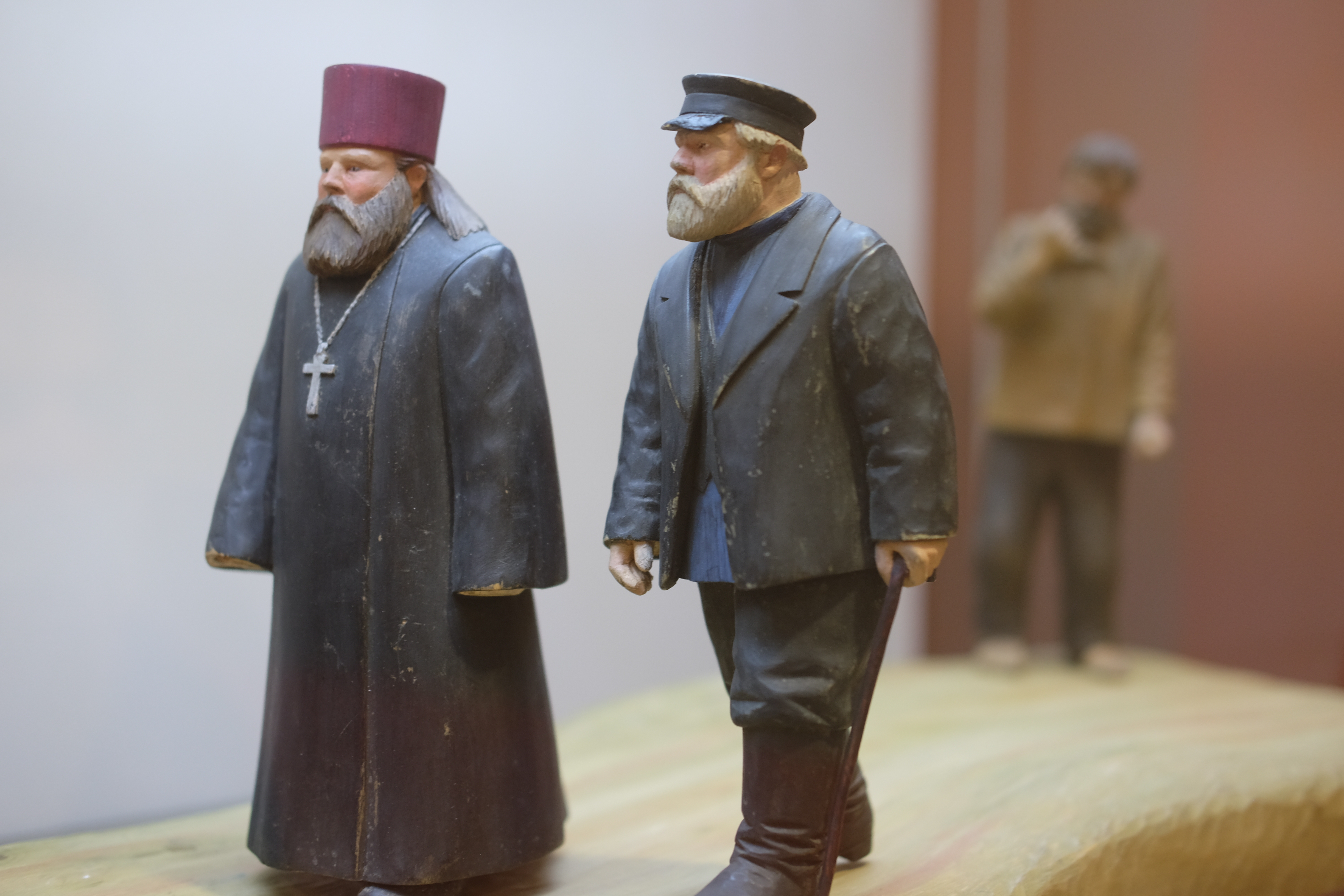
Из коллекции Краеведческого музея города Кимры
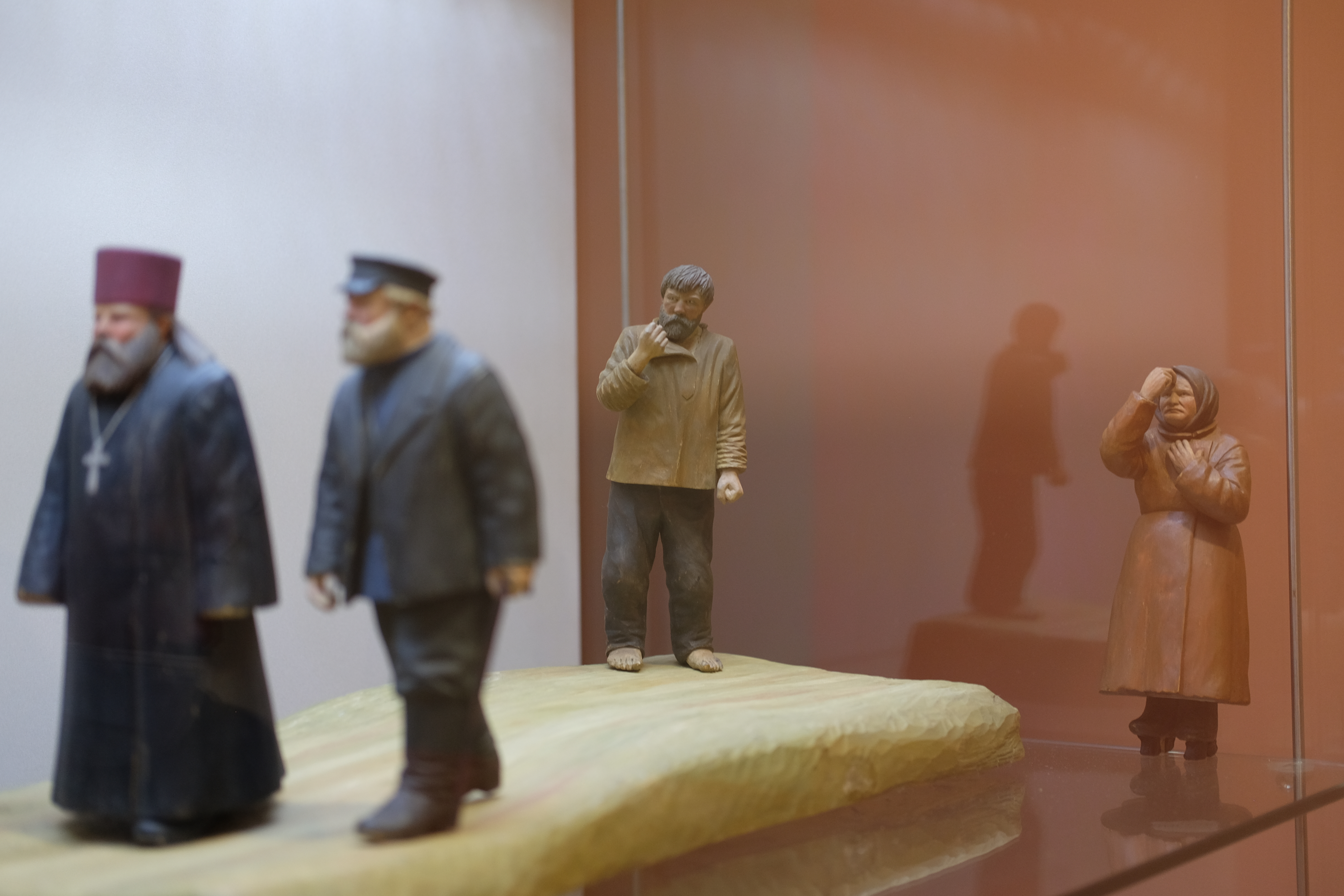
Из коллекции Краеведческого музея города Кимры
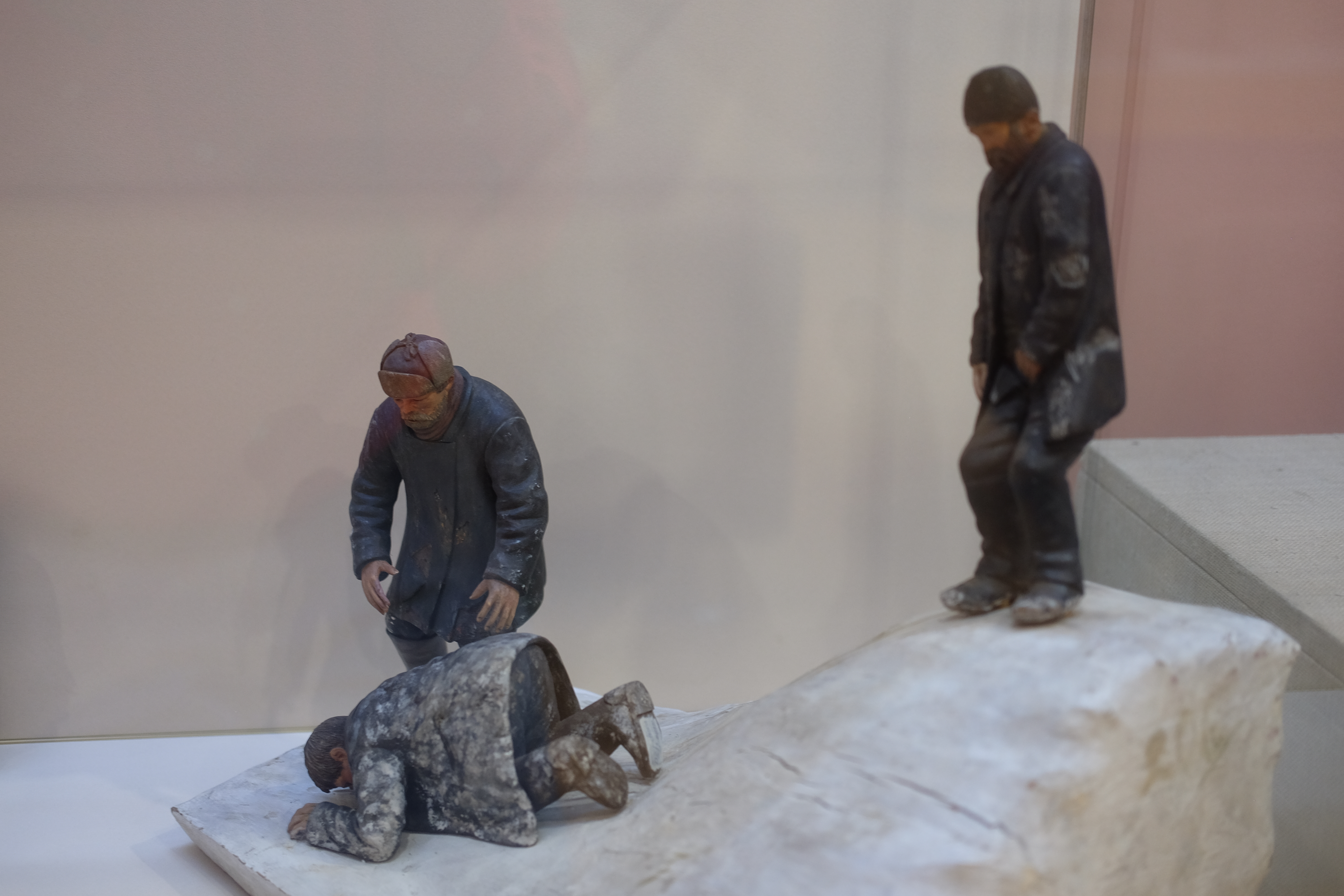
Из коллекции Краеведческого музея города Кимры
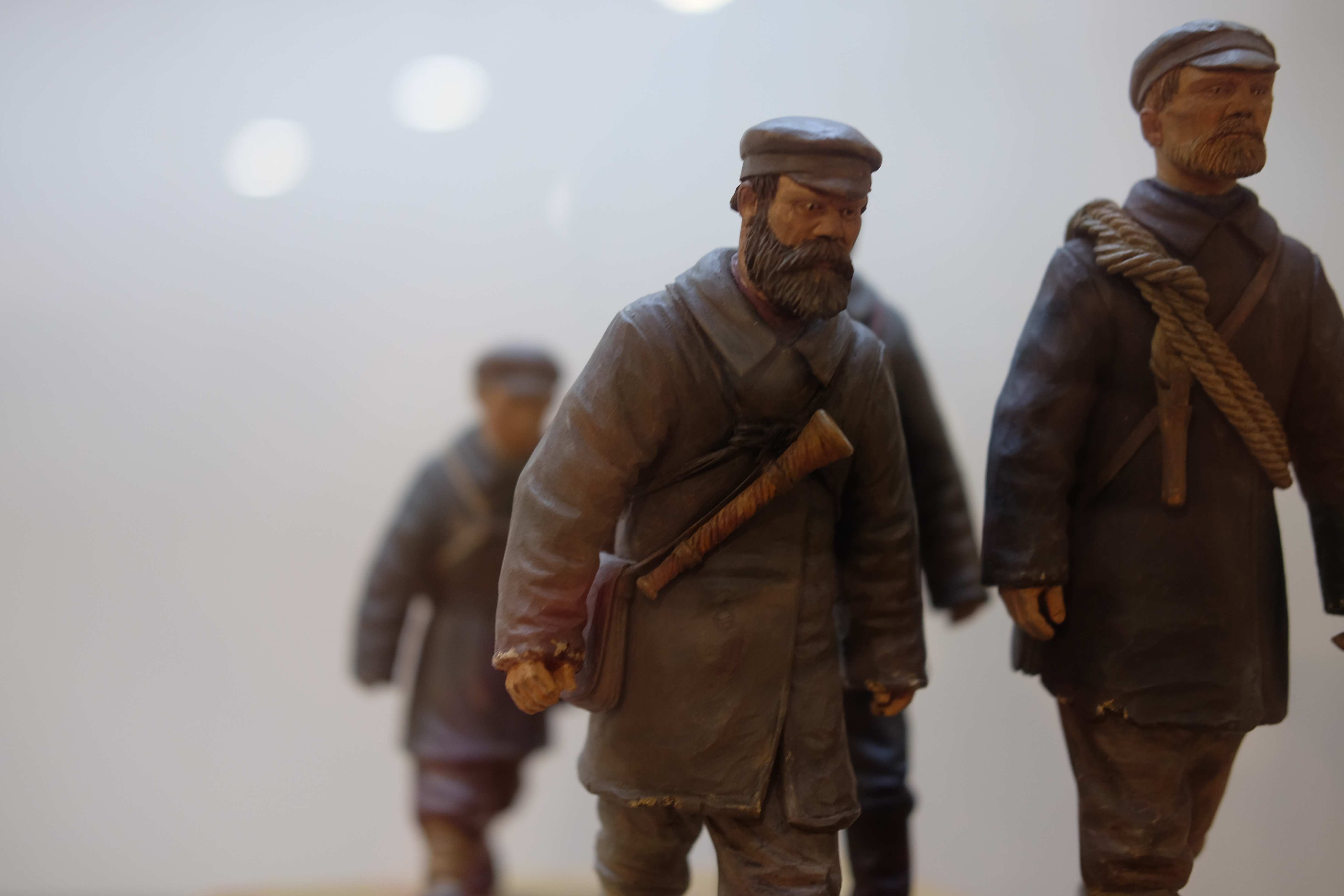
Из коллекции Краеведческого музея города Кимры
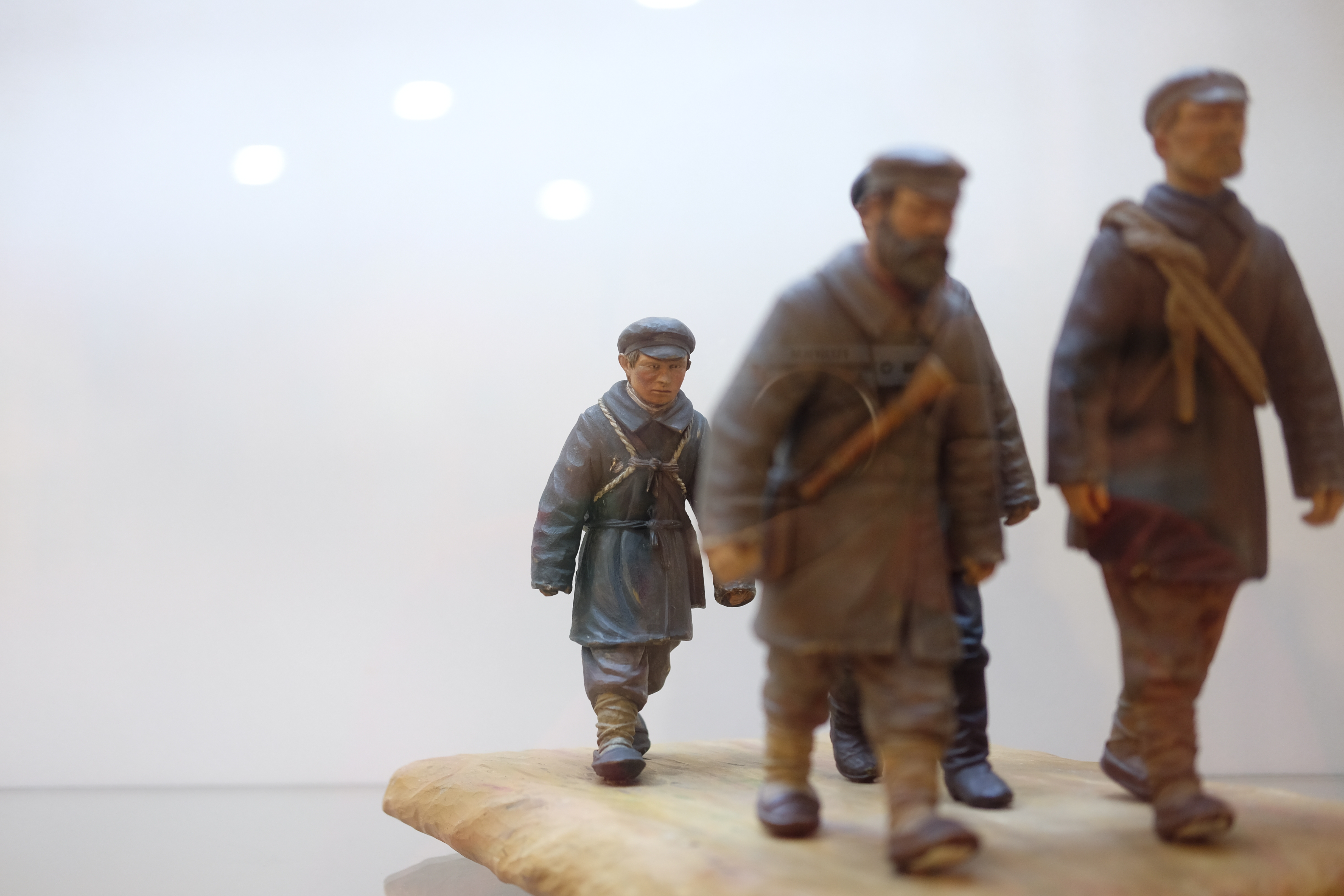
Из коллекции Краеведческого музея города Кимры
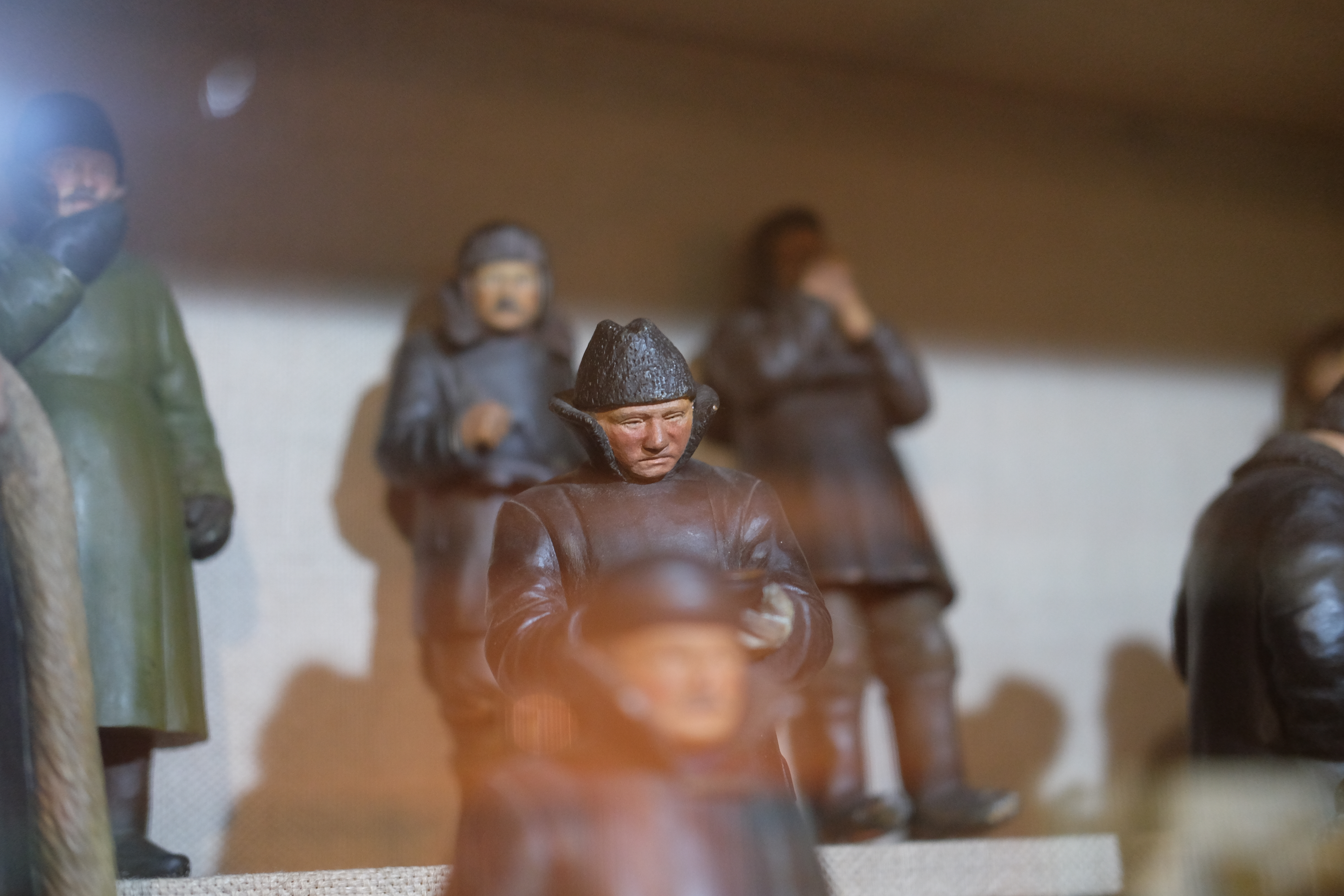
Из коллекции Краеведческого музея города Кимры
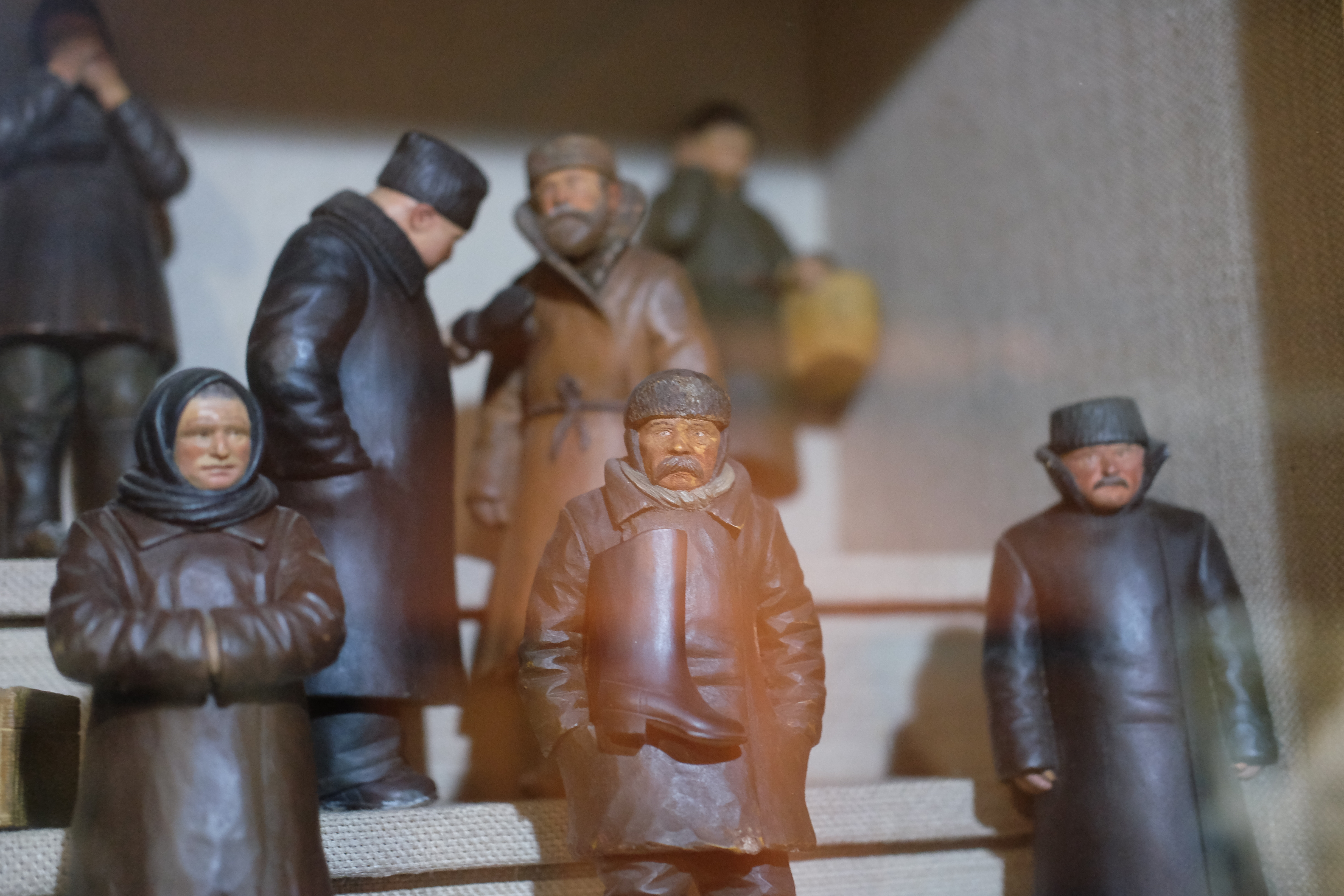
Из коллекции Краеведческого музея города Кимры
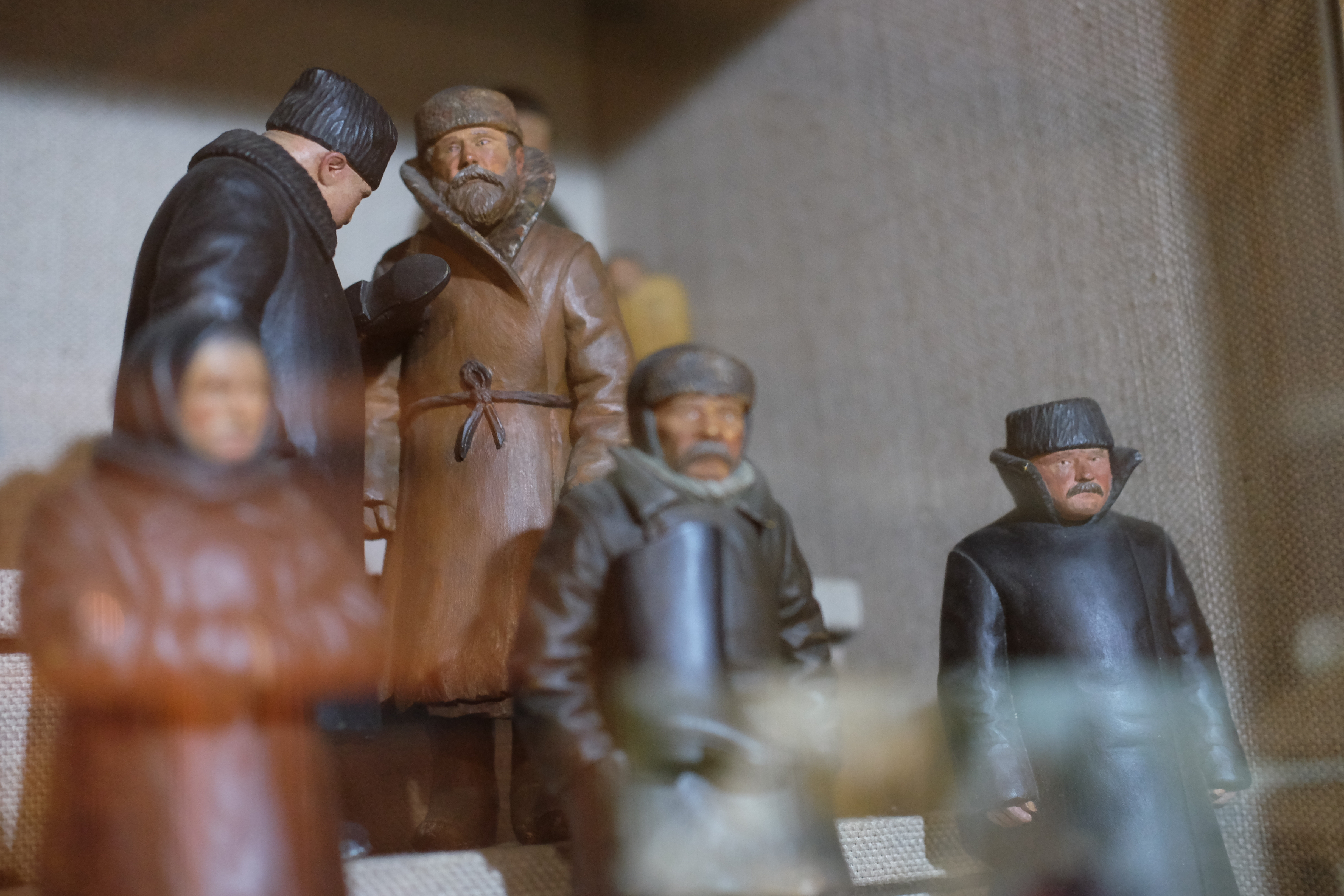
Из коллекции Краеведческого музея города Кимры
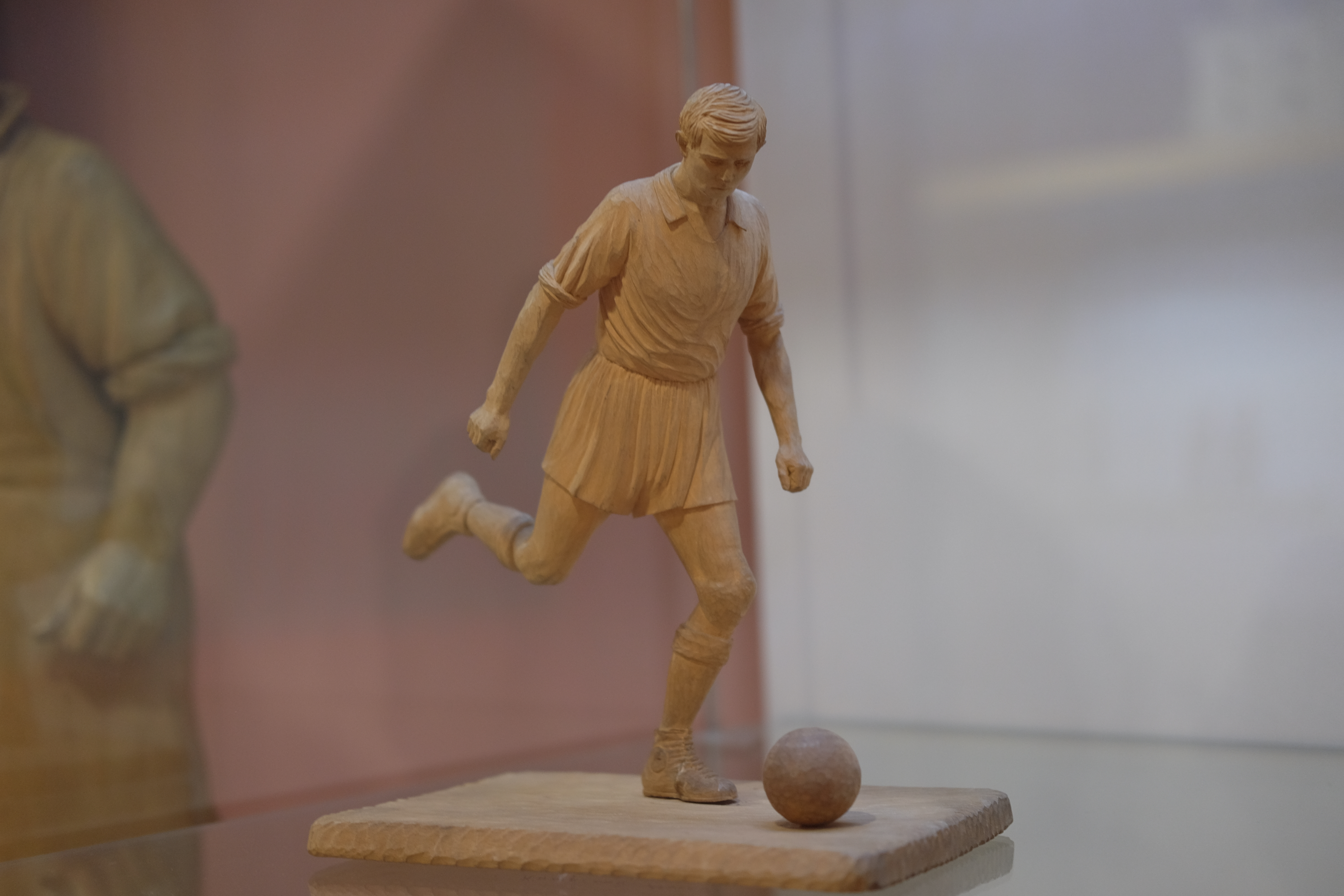
Из коллекции Краеведческого музея города Кимры
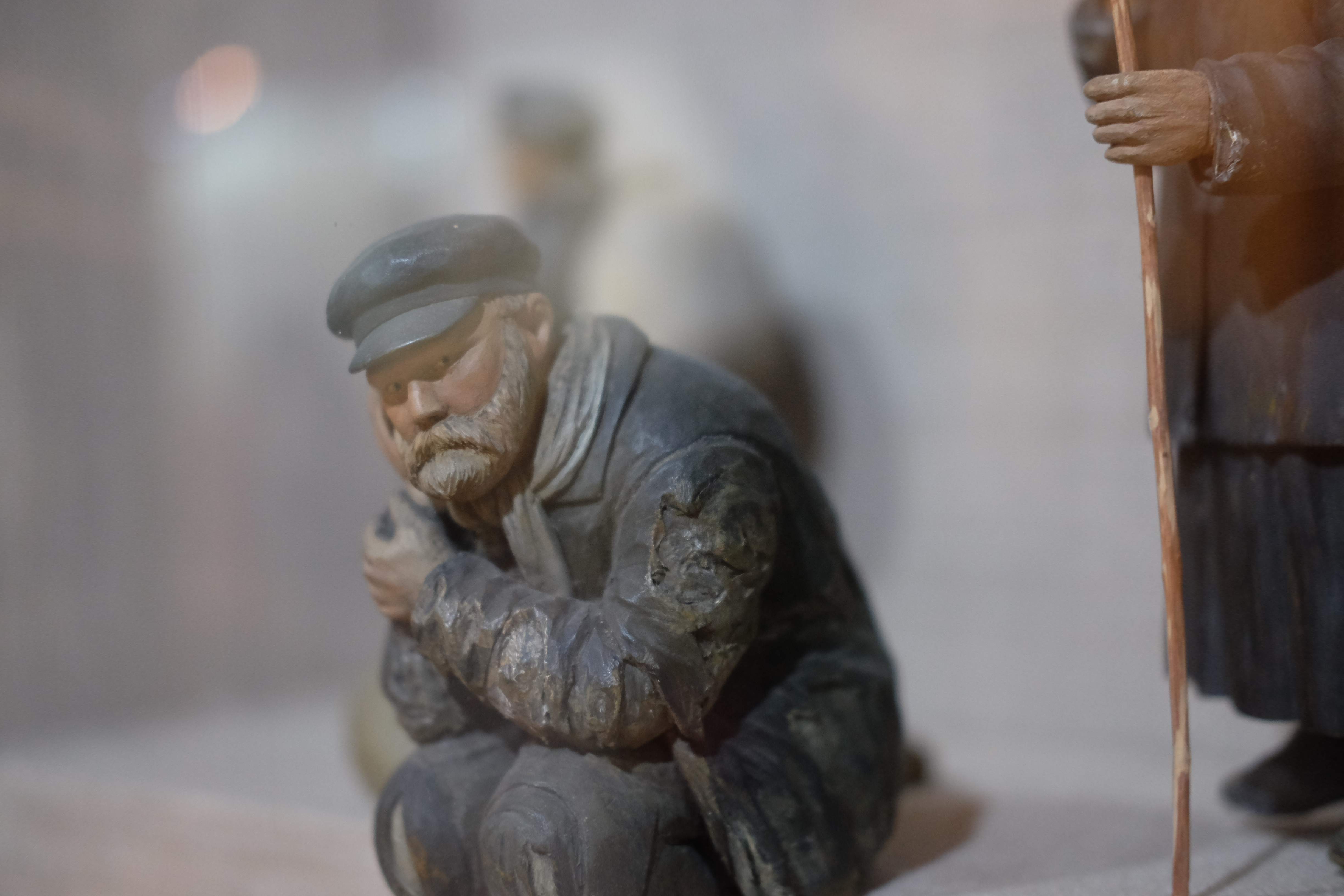
Из коллекции Краеведческого музея города Кимры